# 威廉·亞力山大·史勿夫

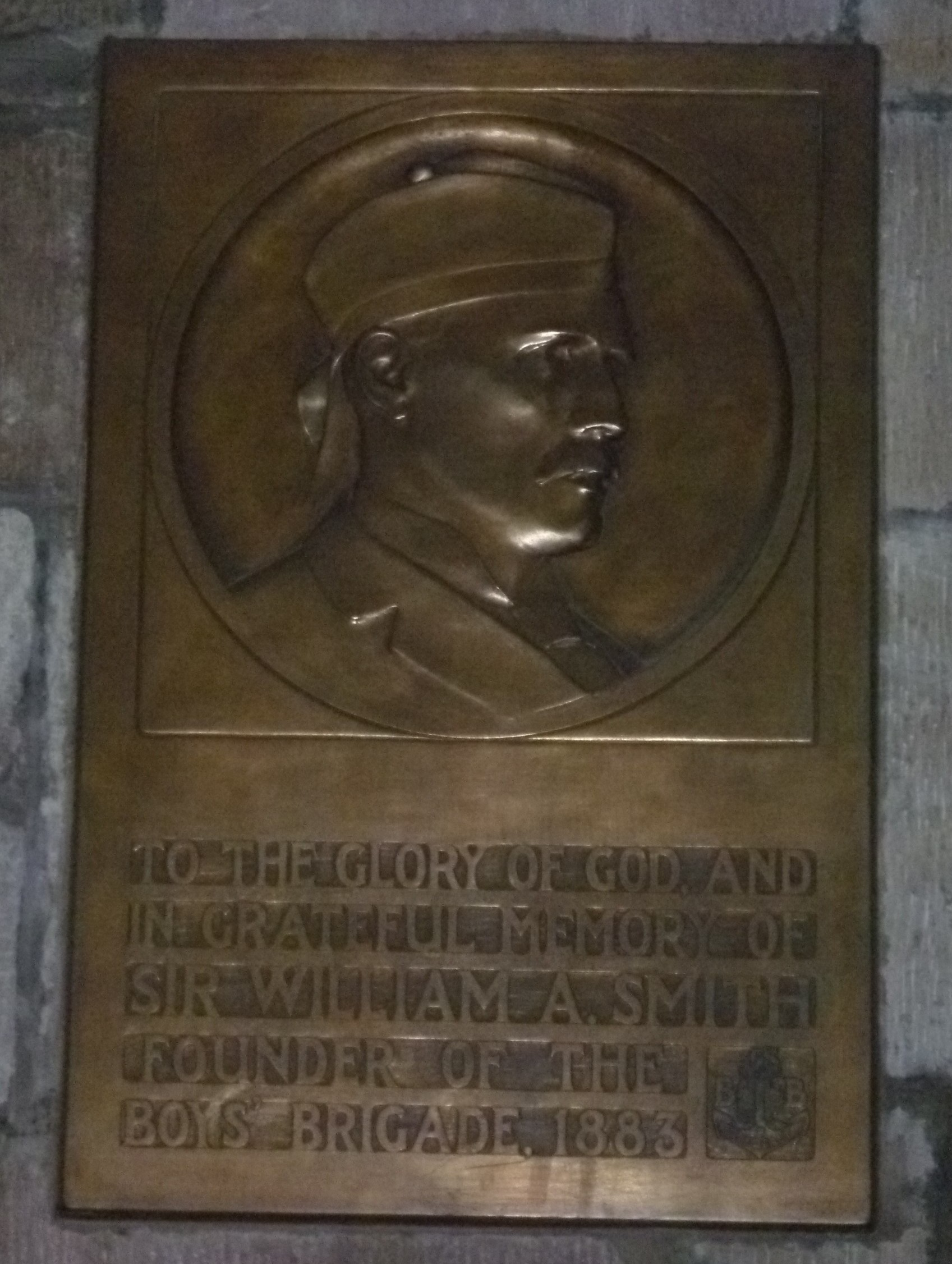
威廉·亞力山大·史勿夫爵士

威廉·亞力山大·史勿夫爵士（Sir William Alexander Smith，1854年10月27日—1914年5月10日），生於蘇格蘭的瑟索，19歲時在格拉斯哥加入義勇軍（格拉斯哥第1步槍義勇軍，)，同年他亦加入了教會。
1883年，他在教會擔任主日學教師，為了滿足青少年人的好奇心及好動的個性，他融合了他在義勇軍的團體精神及紀律訓練於宗教活動中，並於自由學院教堂成立基督少年軍。
1909年，因著基督少年軍對青年人的貢獻，英皇愛德華七世授予爵士的勳銜。